# Sülzfeld (Meiningen)
Sülzfeld – dzielnica (Ortsteil) miasta Meiningen w Niemczech, w kraju związkowym Turyngia, w powiecie Schmalkalden-Meiningen. Do 31 grudnia 2023 samodzielna gmina, której niektóre zadania administracyjne realizowane już były przez miasto Meiningen, które pełniło rolę "gminy realizującej" (niem. "erfüllende Gemeinde").